# زبابة كوزلوفية
زبابة كوزلوفية (الاسم العلمي:Sorex kozlovi) (بالإنجليزية: Kozlov's Shrew)‏ هي نوع من الثدييات يتبع جنس الزبابة من الفصيلة الزبابات                 .	